# Betsaida
Betsaida (hebraisk/aramæisk: בית צידה, bet sajda, "fiskerhus" el. lign.) var en lille fiskerlandsby ved Genesaretsøens nordre bred. Stedet kendes som hjemsted for apostlene Peter, Andreas og Filip (Joh 1,44). 
Byen omtales flere steder i Det Nye Testamente: Matt 11,21, Mark 6,45, 8,22, 8,26, Luk 9,10, Joh 1,44, 12,21.
Ruiner af den antikke lokalitet blev opdaget ved en udgravning af højen Et-Tel i 1987.